# Renkenberge
Renkenberge là một đô thị thuộc huyện Emsland, trong bang Niedersachsen, Đức. Đô thị này có diện tích 18,98 km².